# 吾郷寅之進
吾郷 寅之進（あごう とらのしん、1914年3月12日 - 1983年6月28日）は、日本の国文学者。文学博士（東北大学・1976年）（学位論文「中世小歌と小歌集の成立に関する研究」）。奈良教育大学名誉教授。

## 略歴
島根県大田市生まれ。旧制福岡県立嘉穂中学校、旧制第五高等学校を経て、1938年に東京帝国大学文学部国文学科を卒業。1950年奈良学芸大学助教授、1959年教授、1966年校名変更で奈良教育大学教授、1976年「中世小歌と小歌集の成立に関する研究」で東北大学より文学博士の学位を取得。1979年奈良教育大学を定年退官、名誉教授、武庫川女子大学教授。同志社大学学長で国文学者の植木朝子は孫。

## 著書
- 『岩波講座日本文学史 第4巻 中世歌謡』岩波書店 1958
- 『中世歌謠の研究』風間書房 1971

### 共著編
- 『わらべうた』真鍋昌弘共著 桜楓社 1976
- 『ジュニア版古典文学 日本古典文学史』編 ポプラ社 1977
- 『幸若舞曲研究』全10巻 編 三弥井書店 1979-2004